# 加勒比国家联盟
加勒比国家联盟（Association of Caribbean States，简称ACS），以加勒比共同体为核心组建，是加勒比海沿岸国家的国际组织，宗旨是推动该地区一体化。

## 历史
1993年，加勒比共同体在巴哈马举行第14届首脑会议，会上决定以加勒比共同体为核心组建加勒比国家联盟。1994年7月24日，25个加勒比海沿岸国家和12个尚未独立的地区在哥伦比亚卡塔赫纳签署《加勒比国家联盟成立纪要》，宣布加勒比国家联盟正式成立。

## 宗旨
加勒比国家联盟的主要目的是加强各成员国在政治、经济、文化、科学和社会等各个领域的合作，促进经济和社会发展， 维护本地区在国际经济贸易组织中的利益，实现地区经济一体化，最终建立一个自由贸易区。
　　 

## 架构
常设最高权力机构是部长理事会，设在特立尼达和多巴哥首都西班牙港，下设６个特别委员会：经济贸易委员会、环境委员会、自然资源委员会、科学技术委员会、计划预算委员会和旅游特别委员会。部长理事会设秘书处，秘书长由成员国推选，任期４年。 

## 成员

### 正式成员
正式成员共25个，拥有全部的讨论权和投票权。

| - 安地卡及巴布達 - 巴哈马 - 哥伦比亚 - 古巴 - 多米尼克 | - 薩爾瓦多 - 格瑞那達 - 海地 - 牙买加 - 墨西哥 | - 尼加拉瓜 - 巴拿马 - 圣基茨和尼维斯 - 圣卢西亚 - 苏里南 - 千里達及托巴哥 - 委內瑞拉 |

### 联系成员
联系成员共9个，拥有一定的讨论权，以及同本身直接相关议程的投票权。
- 阿鲁巴
- 英屬維爾京群島
- 法國（代表 和 ）
- 法属圣马丁
- 荷蘭（代表 、 和 ）
- 荷屬聖馬丁

### 观察员
观察员共33个，在不违反联盟成立宗旨的前提下，可以参与一些会议。
| - 阿根廷 - 白俄羅斯 - 玻利维亚 - 巴西 - 加拿大 - 智利 - 埃及 - 芬兰 - 印度 | - 義大利 - 日本 - 摩洛哥 - 荷蘭 - 巴勒斯坦 - 秘魯 - 俄羅斯 - 沙烏地阿拉伯 | - 塞爾維亞 - 斯洛維尼亞 - 西班牙 - 土耳其 - 乌克兰 - 阿联酋 - 英国 - 乌拉圭 |

### 观察组织
- 美洲玻利瓦爾聯盟
- 中美洲经济一体化银行
- 欧洲联盟
- 国际移民组织

## 與中國的外交關係
中华人民共和国（下文简称为中國）自立國以來，除了向蘇聯實行「一面倒」的外交政策外，還主力向包括拉丁美洲在內的第三世界國家建交，但由於拉丁美洲在美國的嚴密觀察下，尤其加勒比海諸國因地理上更相當接近美國，中國在拉丁美洲的「立足第三世界」策略一直未能實行。古巴因於1959年卡斯特羅建立共產政權後，與中國有了共同的政治體系，在1960年9月28日與中華民國斷交后，于同年12月28日与中國建交，為首個與中國建交的加勒比海聯盟成员国，以致是整個美洲地區的國家。自1971年中美關係轉好後，美國已有跡象与中國建立外交關係，此後，加勒比國家聯盟成員中的墨西哥、圭亞那、委內瑞拉、牙買加、特立尼達和多巴哥、蘇里南和巴貝多於1970年代開始與中國建交，皆早於美國與中國建交；1980年代，安提瓜和巴布達、格林納達、尼加拉瓜和伯利茲與中國建交；1990年代，巴哈馬和聖盧西亞與中國建交；2000年代，多米尼克、哥斯达黎加與中國建交。2017年，巴拿馬與中國建交。2018年，多明尼加、薩爾瓦多與中國建交。2021年，尼加拉瓜與中國建交。2023年，洪都拉斯與中國建交，至此打破長年以來中華民國於拉丁美洲邦交國數大於中華人民共和國的處境。
自中美之間外交關係建立後，不少加勒比海國家都跟著改變立場，向中國建立外交關係。但仍有一些加勒比國家聯盟的國家保持和中華民國之間的外交关系，包括海地、危地馬拉、聖文森特和格林納丁斯和聖基茨和尼維斯；聖盧西亞立國初期已與中華民國建交，但之後也一度與中華人民共和國建交而向中華民國斷交，但後來因政黨的改變而再一次轉於中華民國建交；伯利茲於1987年至1989年與中华人民共和国有外交關係，後來轉而與中華民國建交。至今，除了上述提及的六個國家沒有与中國建交外，其它都有與中國建立外交關係。